# Giovanni Bona
Giovanni Bona (Mondovì, 10 ottobre 1609 – Roma, 28 ottobre 1674) è stato un cardinale e letterato italiano, generale dell'Ordine cistercense.

## Biografia

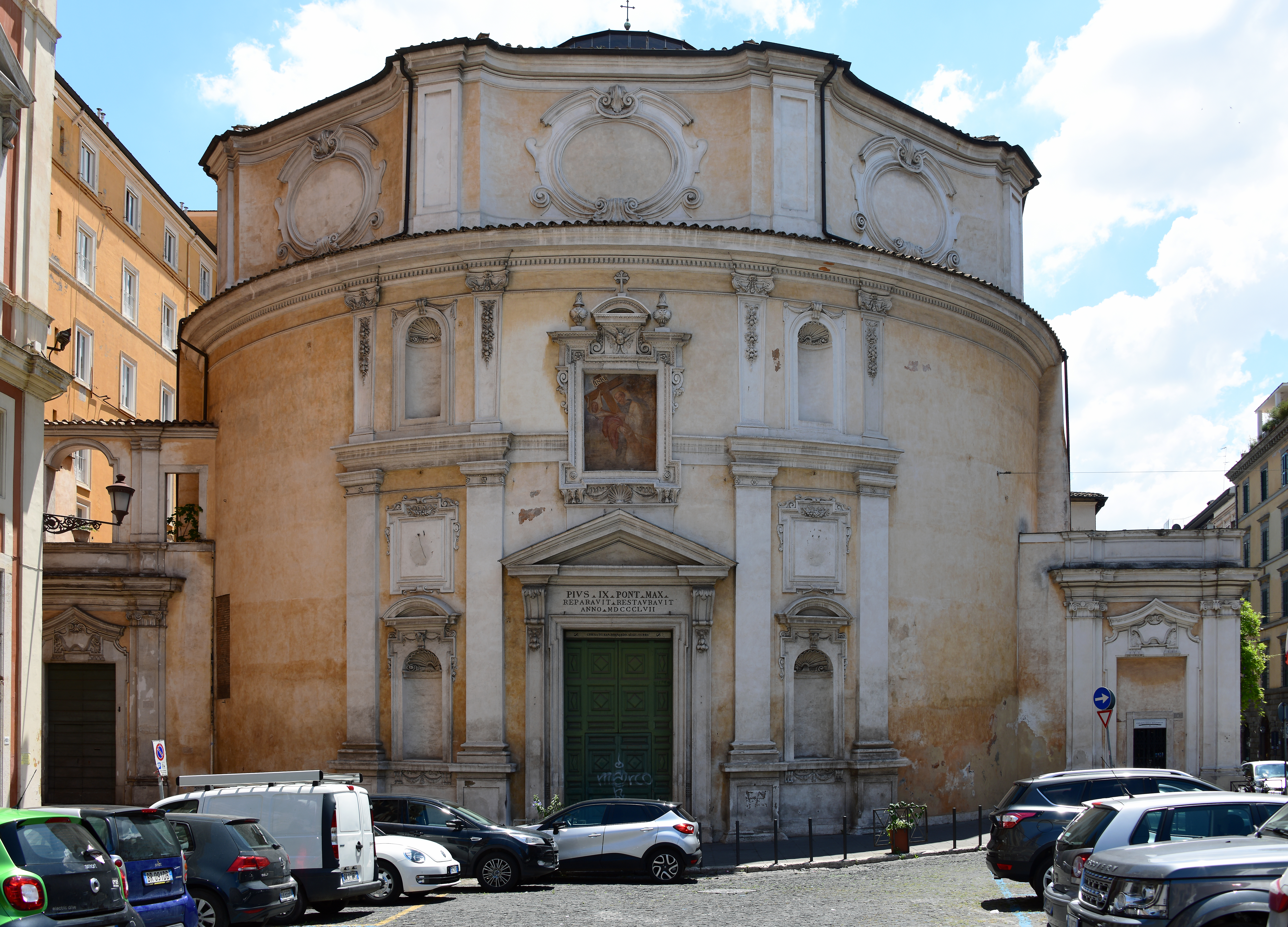
Roma: chiesa di San Bernardo alle Terme, titolo cardinalizio di Bona

Nato a Mondovì nel 1609, dopo aver studiato per cinque anni nella scuola monregalese dei gesuiti, nonostante l'opposizione paterna, nel 1625, sedicenne, Bona entrò a far parte dell'Ordine cistercense in un monastero di Pinerolo. Dopo un soggiorno a Roma per completare gli studi, tornato nel suo monastero, divenne prevosto, abate e infine fu nominato per un triennio generale dell'Ordine nel 1651. Il 20 novembre 1669 papa Clemente IX, pochi giorni prima di morire, lo nominò cardinale del titolo di San Bernardo delle Terme. Dopo pochi giorni dalla nomina partecipò quindi, pur se ancora privo delle insegne cardinalizie, al conclave che apertosi il 20 dicembre 1669 si concluse il 26 aprile dell'anno successivo con l'elezione del cardinale Altieri al soglio pontificio con il nome di Clemente X.
Morì a Roma, a sessantacinque anni, nel 1674

## Libri e relazioni epistolari
Tra le sue opere maggiori si possono citare la Via Compendii ad Deum (1657), tradotta in inglese nel 1876 da Henry Collins, O. Cist. con il titolo An Easy Way to God, i Principia et documenta vitae Christianae (1673), e l'Horologium Asceticum (Parigi, 1676).
La sua Manuductio ad cælum (1658) viene spesso paragonata all'Imitazione di Cristo di Tommaso da Kempis a causa della semplicità dello stile e della solida dottrina. L'opera ebbe quattordici edizioni latine in quattro decenni e venne tradotta in italiano, francese, tedesco, armeno e spagnolo. Sir Roger L'Estrange ne realizzò una traduzione in inglese (The Guide to Heaven, 1680), in seguito ristampata con il titolo A Guide to Eternity (Londra, 1900).
Poco dopo la sua ordinazione, Bona raccolse alcuni dei più bei passi dei Padri della Chiesa sulla Messa, e in seguito li pubblicò in un opuscolo, più tardi ripubblicato con alcune aggiunte con il titolo De Sacrificio Missae.
La fama di Bona, tuttavia, non è dovuta esclusivamente ai suoi scritti devozionali. Bona era infatti un profondo studioso di antichità ed ebbe un tale successo nel trattare l'uso del Salterio nella Chiesa Cristiana (De Divina Psalmodia, Parigi, 1663) che il Cardinale Pallavicino lo esortò a realizzare uno studio sulla storia della Messa. Rendendosi conto della grandezza del compito, in un primo tempo declinò la richiesta, ma alla fine si mise al lavoro e dopo più di sette anni di lavoro portò a compimento la sua famosa opera: Rerum liturgicarum libri duo (Roma, 1671), una vera e propria enciclopedia di informazioni storiche su tutti gli aspetti della Messa, come i riti, le chiese, i paramenti e così via. Vi criticò la pratica medievale della Missa sicca. L'opera lo rese celebre fra i dotti e gli eruditi, ma provocò anche qualche polemica e l'accusa di eresia da parte di un religioso francescano, il padre Francisco Macedo. L'accusa del padre Macedo fu però inserita nell'Indice dei libri proibiti.
La prima di molte edizioni della sua Opera Omnia fu pubblicata ad Anversa nel 1677.
Bona, conosciuto e stimato, oltre che per la sua dottrina per l'integrità dei costumi, mantenne varie relazioni epistolari con numerosi dotti della sua epoca, in particolare con gli eruditi maurini. Tale corrispondenza fu pubblicata nel 1755, curata da Roberto Sala.

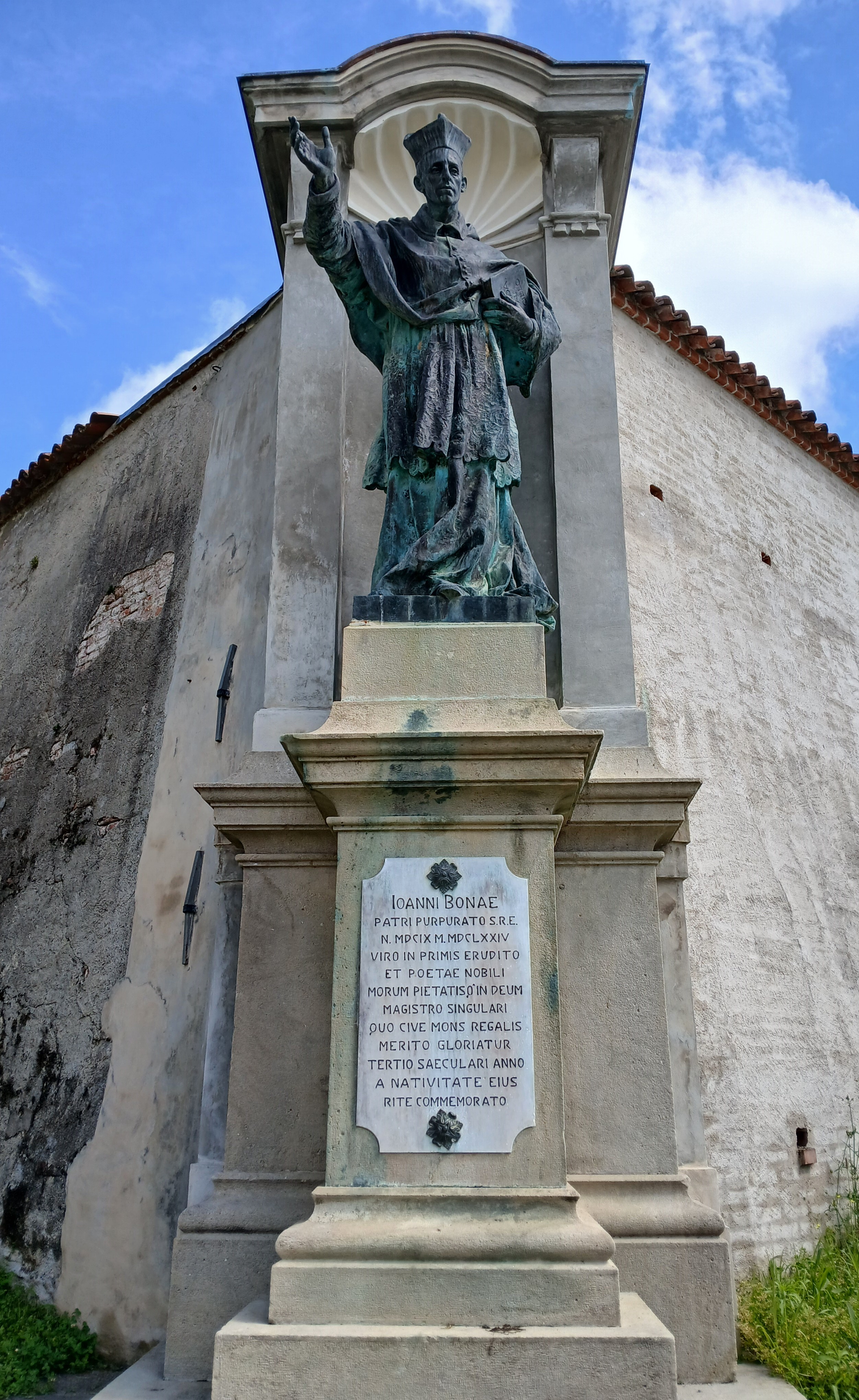
Statua di Giovanni Bona a Vicoforte

## Opere
- (LA) Giovanni Bona, Psallentis Ecclesiae harmonia tractatus historicus, symbolicus, asceticus ..., Romæ, ex typographia Io. Petri Collinij, 1653.
- (LA) Via compendii ad Deum. Per motus anagogicos, & orationes iaculatorias. Liber isagogicus ad mysticam theologiam, Romæ, typis Ang. Bernabò à Verme, 1657.

Trad. italiana: Via compendii ad Deum. Con le Aspirazioni tradotte da Ermes Visconti (ca.1836). Introduzione e testo bilingue a cura di Sabrina Stroppa, Firenze, L. S. Olschki, 2006. ISBN 8822255658.
- (LA) Giovanni Bona, Manuductio ad coelum medullam continens SS. Patrum, & veterum philosophorum, Parisiis, apud Antonium Chrestien, typographum, 1664.

Trad. italiana anonima: La Guida al Cielo, Mondovì, Pietro Rossi Tipografo Vescovile, 1853; poi riedita a Vicenza dalle Edizioni Cristofari nel 1931.
- (LA) Giovanni Bona, Rerum liturgicarum libri duo. Quibus quid contineatur, ostendet index post præfationem. Auctore Ioanne Bona ..., Romæ, typis Nicolai Angeli Tinassij, 1671.
- (LA) De discretione spirituum liber unus, Parisiis, apud Ludovicum Billaine, 1673.
- (LA) Principia et documenta vitae christianae, Coloniae Agrippinae, apud Hermannum Demen, 1675.

Trad. italiana: Principi e documenti della vita cristiana, Milano, Tipografia di G. Battista Messaggi, 1892.
- De sacrificio missae. Tractatus asceticus continens praxim attente, devote et reverenter celebrandi, Augustae Taurinorum, Tip. Pont. Et Archiep. Petrus Marietti, 1891.

Trad. italiana: Mistero d'amore. Meditazione sul culto eucaristico, trad. di Luisa de Ritis, Milano, Ares, 2003. ISBN 8881552663.
- (LA) Cursus vitae spiritualis. Facili ac perspicua methodo perducens hominem ab initio conversionis usque ad apicem sanctitatis, Monteregali, Typis sodalitatis typographicae monregalensis, 1929.

Trad. italiana: Corso di vita spirituale per guidare l'uomo con metodo facile e chiaro, dall'inizio della conversione alla vetta della santità, trad. di Alfonso Tisi, Roma, ed. Paoline, 1951.